# Jaime Bertin
Jaime Alberto Bertin Valenzuela (Puyehue, Chile) es un político chileno demócratacristiano, exconcejal y actual alcalde de la comuna de Osorno. Su profesión es contador.

## Biografía
Sus estudios primarios los realizó en la escuela de Pilmaiquén y de Entre Lagos, mientras que los secundarios en el Liceo Comercial de Osorno. Posteriormente obtuvo su título de contador, carrera que hasta en la actualidad ha ejercido profesionalmente. Luego de titularse como contador, comenzó a trabajar en dos sendas que paralelamente se han desarrollado hasta el día de hoy. Por un lado, gracias a su habilidad en el área de los negocios, se posicionó como un exitoso empresario en Osorno, logros que obtuvo en el ejercicio de su profesión, donde también se destacan incursiones en el mundo agrícola, y en el área de la educación, fundando el Centro de Formación Técnica Teccon, el que aún se encuentra en funcionamiento.
En las elecciones municipales de 1992 fue elegido como concejal de la comuna de Osorno, cargo que desempeñó hasta el año 1996. Dos años más tarde funda la Corporación de Desarrollo Social, desde donde logra concretar importantes proyectos que mejoran la calidad de vida, tanto de los habitantes de la comuna como de la provincia, trabajando con más de 2 mil adultos mayores.
En el año 2000, durante el gobierno de Ricardo Lagos fue nombrado gobernador de la Provincia de Osorno, cargo con el cual logró un fuerte vínculo con el trabajo social y el servicio público.
Durante el gobierno de Michelle Bachelet fue intendente de la Región de los Lagos cargo que desempeñó 2 años, al cual renunció para ser candidato a alcalde de Osorno en las elecciones municipales de 2008, resultando elegido con el 48,68% de los votos emitidos, cargo que desempeñó desde 2008 hasta 2012.
En las elecciones municipales de 2012 y 2016 también fue reelecto en el cargo para los periodos 2012-2016 y 2016-2020, cumpliendo 12 años en la alcaldía de Osorno.

## Historial electoral

### Elecciones municipales de 1992
- Elecciones municipales de 1992 para alcalde y concejales de la comuna de Osorno[2]

(Se consideran sólo candidatos con sobre el 3% de los votos)
| Candidato                         | Pacto                          | Partido | Votos  | %     | Resultado |
| --------------------------------- | ------------------------------ | ------- | ------ | ----- | --------- |
| Mauricio Saint-jean Astudillo     | Concertación por la Democracia | PDC     | 17 858 | 27,41 | Alcalde   |
| Erich Gantz Drapela               | Participación y Progreso       | ILD     | 5809   | 8,91  | Concejal  |
| Eduardo Elgueta Jaramillo         | Concertación por la Democracia | PPD     | 4832   | 7,42  | Concejal  |
| Orlando Mella Torres              | Concertación por la Democracia | PDC     | 3861   | 5,93  | Concejal  |
| Jaime Bertín Valenzuela           | Concertación por la Democracia | PDC     | 3602   | 5,53  | Concejal  |
| Andrés Alfonso Ricke Gebauer      | Participación y Progreso       | RN      | 3531   | 5,42  | Concejal  |
| Juan Luis Gálvez Espinoza         | Participación y Progreso       | RN      | 3483   | 5,35  |           |
| Gabriela Iroume Carrere           | Concertación por la Democracia | PDC     | 3137   | 4,81  | Concejal  |
| Carlos Ricardo Schwarzenberg Mohr | Unión de Centro Centro         | UCC     | 2432   | 3,73  | Concejal  |
| Héctor Reyes Gallardo             | Concertación por la Democracia | PS      | 2343   | 3,60  |           |
| Cecilia Ubilla Pérez              | Participación y Progreso       | UDI     | 2063   | 3,17  |           |

### Elecciones municipales de 2008
- Elecciones municipales de 2008 para alcalde de la comuna de Osorno[3]

| Candidato                       | Pacto                    | Partido | Votos  | %     | Resultado |
| ------------------------------- | ------------------------ | ------- | ------ | ----- | --------- |
| Jaime Bertin Valenzuela         | Concertación Democrática | PDC     | 30 487 | 48,68 | Alcalde   |
| María Angélica Barraza Arellano | Alianza                  | UDI     | 29 167 | 46,58 |           |
| Andrés Angulo Cárdenas          | Por un Chile Limpio      | PRI     | 2968   | 4,74  |           |

### Elecciones municipales de 2012
- Elecciones municipales de 2012 para alcalde de la comuna de Osorno[4]

| Candidato               | Pacto                          | Partido | Votos  | %     | Resultado |
| ----------------------- | ------------------------------ | ------- | ------ | ----- | --------- |
| Jaime Bertin Valenzuela | Concertación Democrática       | PDC     | 28 761 | 60,10 | Alcalde   |
| Cecilia Ubilla Perez    | Coalición                      | UDI     | 12 183 | 25,46 |           |
| Jorge Tejeda Roa        | Regionalistas e Independientes | PRI     | 6913   | 14,45 |           |

### Elecciones municipales de 2016
- Elecciones municipales de 2016 para alcalde de la comuna de Osorno[4]

| Candidato               | Pacto                  | Partido | Votos  | %     | Resultado |
| ----------------------- | ---------------------- | ------- | ------ | ----- | --------- |
| Jaime Bertin Valenzuela | Nueva mayoría          | PDC     | 14.333 | 40,60 | Alcalde   |
| Jorge Tejeda Roa        | Yo Marco por el Cambio | IND     | 12.183 | 35,20 |           |
| Mario Bello Garrido     | Chile Vamos            | UDI     | 8.566  | 24,20 |           |